# Arkebusierreiter

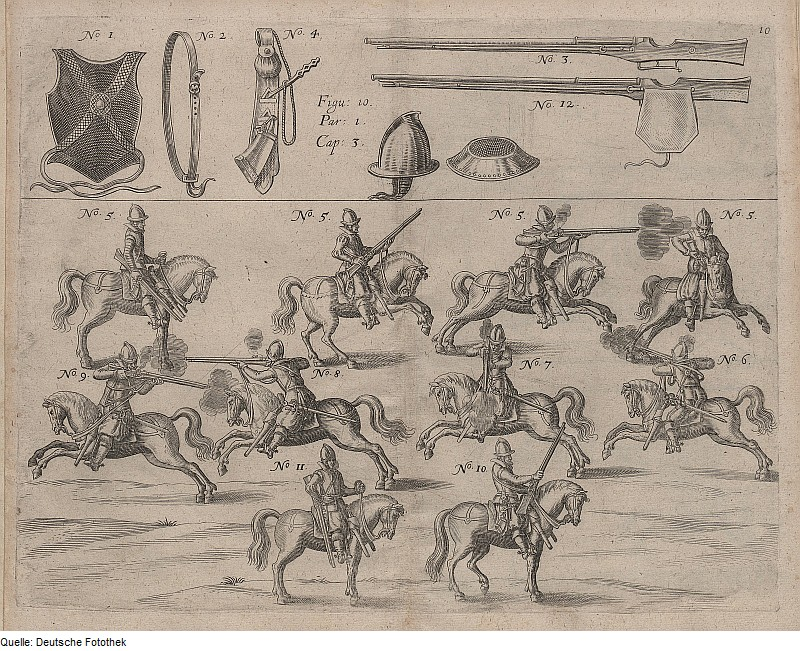
Ausrüstung und Kampfesweise der Arkebusierreiter (Kriegskunst zu Pferdt von Johann Jacobi von Wallhausen, 1616)

Als Arkebusierreiter (von „Arkebuse“) wurden ab dem 16. Jahrhundert Kavallerie-Einheiten, die mit Arkebusen kämpften, bezeichnet.

## Geschichte
Mitte des 16. Jahrhunderts wurde die Arkebuse vom Herzog von Alba in den Niederlanden als Reiterwaffe von 1 bis 1,3 m Länge eingeführt, die Kugeln von etwa 29 g verschoss, nachdem sie ein Radschloss erhalten und, um ihr Verlorengehen zu verhüten, an der linken Seite mit einer Stange mit Ring versehen worden war, in den ein Federhaken (Karabinerhaken) eingehakt wurde.